# Castañeda (Cantabria)
Castañeda es un municipio de la comunidad autónoma de Cantabria (España). Limita al norte con Piélagos y Villaescusa, al oeste con Puente Viesgo, al sur con Santiurde de Toranzo y al este con Santa María de Cayón. 
El municipio está situado en la cuenca del río Pas, en la comarca del Pas-Miera. Por Castañeda discurre el río Pisueña.

## Geografía
Integrado en la comarca de Valles Pasiegos, se sitúa a 32 kilómetros de Santander. El término municipal está atravesado por la Autovía del Cantábrico (A-8) y por la carretera nacional N-634, entre los pK 216 y 220, además de por una carretera local que conecta con Santa María de Cayón.
El relieve del municipio está definido por los valles de los ríos Pas y Pisueña, pequeños arroyos tributarios de estos ríos, y por las montañas que se elevan entre los valles. La altitud oscila entre los 344 metros al noroeste (Peña Tasugo) y los 48 metros en la desembocadura del Pisueña en el Pas. La capital, Pomaluengo, se encuentra a 66 metros sobre el nivel del mar.
Limita con los siguientes municipios: Piélagos, Villaescusa, Puente Viesgo, Santa María de Cayón y Santiurde de Toranzo.

### Clima
El territorio municipal se ubica en la región climática de la Ibéria Verde de clima Europeo Occidental, clasificada también como clima templado húmedo de verano fresco del tipo Cfb según la clasificación climática de Köppen.
Los principales rasgos del municipio a nivel general son unos inviernos suaves y veranos frescos, sin cambios bruscos estacionales. El aire es húmedo con abundante nubosidad y las precipitaciones son frecuentes en todas las estaciones del año, alcanzando una media anual ligeramente por encima de los mil cuatrocientos milímetros, con escasos valores excepcionales a lo largo del año.
La temperatura media de la región ha aumentado en los últimos cincuenta años 0,6 grados, mientras que las precipitaciones ha experimentado un descenso del diez por ciento. Cada uno de los años de la serie 1981-2010 fueron claramente más secos y cálidos que los de la serie 1951-1980. Y todo indica que las fluctuaciones intra-estacionales del régimen termo-pluviométrico fueron más intensas durante el periodo 1981-2010.

## Historia
Desde la Edad Media, en que Enrique II de Castilla entregó estas tierras en señorío a su hermano el infante Don Tello de Castilla, y Juan II las instituyó en condado, Castañeda estuvo vinculada durante la Baja Edad Media y todo el Antiguo Régimen a la casa de los Marqueses de Aguilar de Campoo cuyos primogénitos ostentaron tradicionalmente el título de condes de Castañeda.
Está documentada la existencia de una ferrería llamada de La Vega o de Castañeda, en la localidad de Argomilla de Cayón, junto al cauce del río Pisueña. La primera referencia se remonta al año 1403. Perteneció a Juan Téllez de Castilla y a su esposa Leonor de la Vega, luego pasando a su hija la condesa de Castañeda Aldonza de Castilla, quien la donó al monasterio de Monte Corbán de Santander en 1425 a través de Juan González de Polanco quien era también fraile procurador del Monasterio de Monte Corbán y abad de Castañeda, operando como mayordomo de la Casa de la Vega, teniendo doña Leonor de la Vega la mitad del monasterio en su posesión.
En 1566, Diego de Obregón de la Vega, Señor de la Torre de Argomilla, adquiere la cuarta parte de la ferrería que había pertenecido a Juan González de Polanco, nieto del citado Juan González de Polanco. A mediados del siglo XVIII, fue comprada por el empresario Juan Fernández de Isla que trató de reparar las entonces deterioradas instalaciones. La última cita a la ferrería data se remonta al año 1784.

## Demografía
Castañeda cuenta con una población de 3247 habitantes (INE 2024).
| Gráfica de evolución demográfica de Castañeda entre 1842 y 2021                                                     |
| |
| Población de derecho según los censos de población del INE Población de hecho según los censos de población del INE |

## Administración y política

### Gobierno municipal
Marcos García Carrera  (PP), es el actual alcalde del municipio. 
| Periodo   | Nombre                    | Partido | Partido                                 |
| --------- | ------------------------- | ------- | --------------------------------------- |
| 2003-2011 | Miguel Ángel López Villar |         | Partido Regionalista de Cantabria (PRC) |
| 2011-2021 | Santiago Mantecón Laso    |         | Partido Popular (PP)                    |
| 2023-act. | Marcos García Carrera     |         | Partido Popular (PP)                    |

En las elecciones celebradas el 2023, salió reelegido como alcalde del municipio Marcos García Carrera como consecuencia del fallecimiento del candidato popular Santiago Mantecón Laso, quien fue 12 años alcalde del municipio.
Concejales electos:
Alcalde: Marcos García Carrera (PP)
María del Carmen Fernández Ceballos (PP)
Francisco Venancio Rodríguez Pacheco (PP)
Adela Mirones Diego (PP)
Francisco Antonio Martínez Obregón (PP)
Fernando Rueda Peña (PP)
Carolina Gutiérrez Ortiz (PP)
Jose Ramon Lanza Pando (PP)
Pablo González Aja (PRC)
María Luisa Sainz Abascal (PRC)
Jesús Sánchez Duque (PSOE)
| Partido político                         | 2023  | 2023  | 2023       | 2019  | 2019  | 2019       | 2015  | 2015  | 2015       | 2011  | 2011  | 2011       | 2007  | 2007  | 2007       | 2003  | 2003  | 2003       |
| Partido político                         | Votos | %     | Concejales | Votos | %     | Concejales | Votos | %     | Concejales | Votos | %     | Concejales | Votos | %     | Concejales | Votos | %     | Concejales |
| Partido Popular (PP)                     | 1151  | 59,63 | 8          | 856   | 48,14 | 6          | 788   | 49,53 | 6          | 761   | 48,10 | 5          | 512   | 42,31 | 4          | 465   | 39,91 | 4          |
| Partido Regionalista de Cantabria (PRC)  | 292   | 15,12 | 2          | 431   | 24,24 | 3          | 383   | 24,07 | 3          | 521   | 32,93 | 4          | 494   | 40,83 | 4          | 598   | 51,33 | 5          |
| Partido Socialista Obrero Español (PSOE) | 256   | 13,26 | 1          | 228   | 12,82 | 1          | 141   | 8,86  | 1          | 139   | 8,79  | 1          | 107   | 8,84  | 1          | 84    | 7,21  | 0          |
| Somos                                    | 78    | 4,04  | 0          | 191   | 10,74 | 1          | —     | —     | —          | —     | —     | —          | —     | —     | —          | —     | —     | —          |
| Compromiso por Cantabria (CPC)           | —     | —     | —          | —     | —     | —          | 135   | 8,49  | 1          | —     | —     | —          | 85    | 7,02  | 0          | —     | —     | —          |

### Organización territorial
- La Cueva
- Pomaluengo
- Socobio
- Villabáñez (capital municipal)

## Economía
Tradicionalmente, las actividades económicas del municipio han sido las del sector primario: agricultura y ganadería, pero gracias a las industrias cercanas y al turismo que llega a la zona, la actividad se ha desplazado hacia los sectores secundario y de servicios.

## Patrimonio
Destaca la colegiata de la Santa Cruz, en Socobio, bien de interés cultural con categoría de monumento. Además, es Bien inventariado el molino El Carabío, en Pomaluengo. Otras obras arquitectónicas destacadas son el Palacio de la Gándara de la Edad Moderna, el palacio de Larrinaga de los años 1930 (sede del Ayuntamiento), la ermita de San Fernando en el Barrio de Colsa, con magníficos frescos del siglo XVI y la Torre del Reloj en Pomaluengo, antiguas escuelas.
Posee un salón de actos llamado Santiago Mantecón, en homenaje y recuerdo al alcalde que hizo posible tener este salón de actos el cual es muy disfrutado por sus vecinos.
Dispone de un polideportivo, unas piscinas al aire libre y una senda ubicada en las antiguas vías para los amantes del senderismo.